# Basko
Le monastère de Basgo བ་མགོ, également connu sous le nom de Bazgo Gompa, est un monastère  bouddhiste situé dans la ville de Basgo ou Bazgo, à 40 km à l'Est de Leh, la capitale du Ladakh, (tibétain : གླེ, Wylie : gle, THL : lé; hindî : लेह, translit. iso : lēha), du district du même nom, dans l'État du Jammu-et-Cachemire en Inde. La ville, qui se trouve sur la rive de l'Indus, est connue pour ses gompas tels que le Monastère Basgo, et les ruines historiques. Bazgo est profondément ancré dans les origines du Ladakh. C'était autrefois un centre culturel et politique important, qui est fréquemment mentionné dans les Chroniques Ladakhi.

## Histoire
Le monastère a été construit par les souverains de Namgyal en 1680.
Le souverain Delegs Namgyal (བདེ་ལེགས་རྣམ་རྒྱལ།) (1675-1705) ayant entrepris une expansion du territoire et la diffusion de sa lignée, entendait vouloir protéger son pays des armées mongoles du Tibet. Le monastère se situe stratégiquement au sommet d'une colline à 3 292 m d'altitude. Il surplombe les vestiges de la ville antique.

## Description
Depuis l'année 1993, le Basgo Welfare Committee (« comité de sauvegarde de Basgo ») a déployé de nombreux efforts pour sauver les trois sanctuaires des temples de Chamchung, Chamba Lakhang et Serzang, consacrés aux Bouddhas Maitreyas qui sont gardés dans de spectaculaires enceintes. Maitreya (mot sanskrit signifiant « amical », « bienveillant » ; en Pali Metteya ;  en chinois : 彌勒菩薩 ; pinyin : Mílè púsà ou 彌勒佛, Mílèfó ;  en japonais Miroku, en vietnamien Di-lặc ; en tibétain : , THL : Jetsun Jampa Gonpo) est un Mahābodhisattva qui serait le prochain Bouddha à venir lorsque le dharma, l'enseignement du Bouddha Shakyamuni, aura disparu.
Le monastère est réputé pour la statue de Bouddha qui se dresse en position précaire sur les falaises à 300 m qui dominent le village. L'UNESCO l'a répertorié parmi les cent sites les plus menacés dans le monde en 2001. Depuis, le Basgo Welfare Committee a pris des mesures nécessaires à la sauvegarde du monument en le logeant dans une structure richement décorée.
Le complexe comprend en outre des peintures murales.

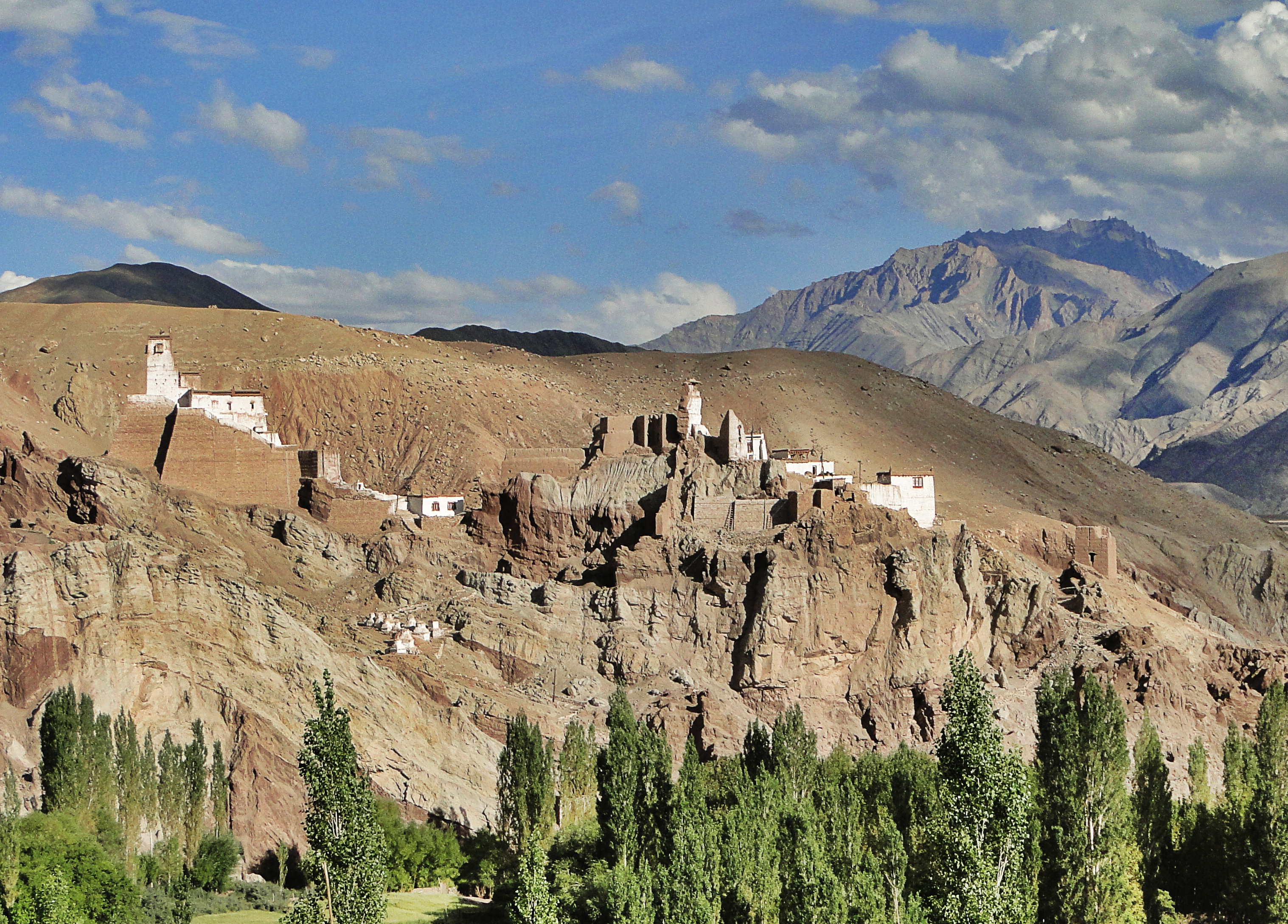
Basgo Gompa, le monastère.
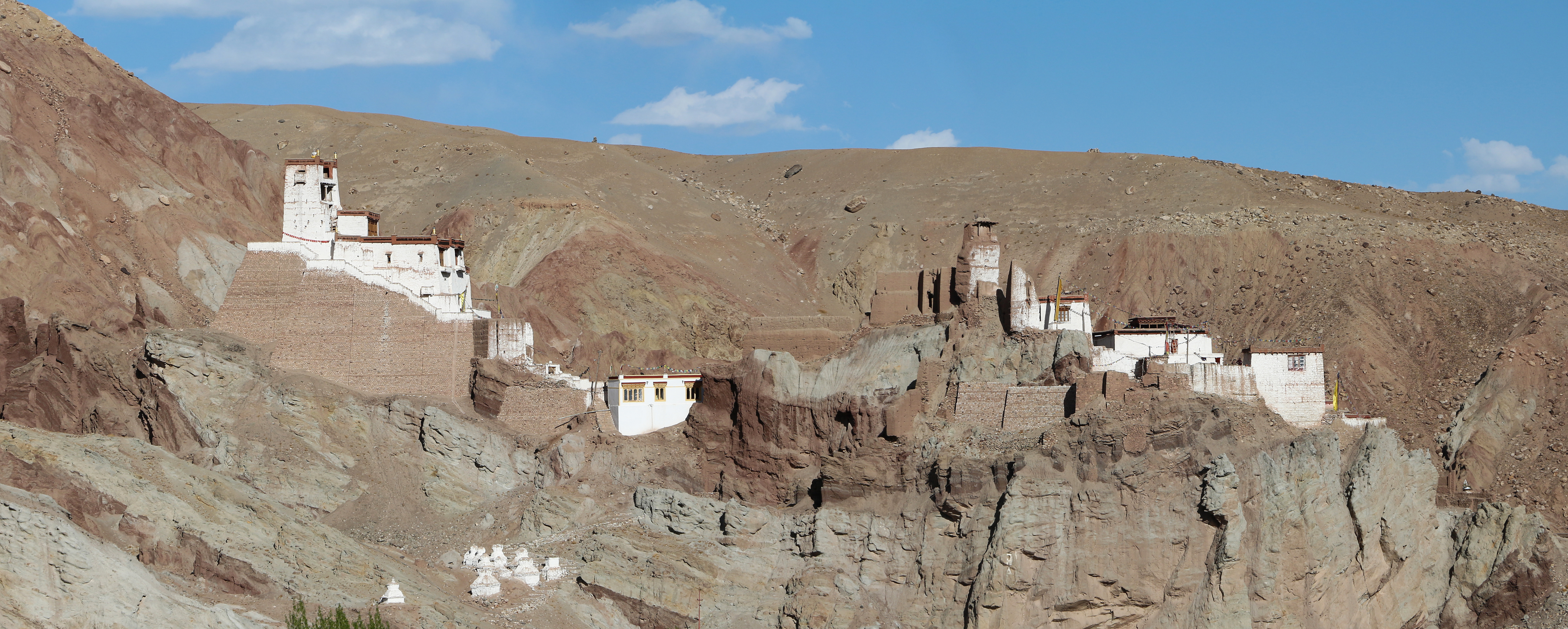
Vue rapprochée.
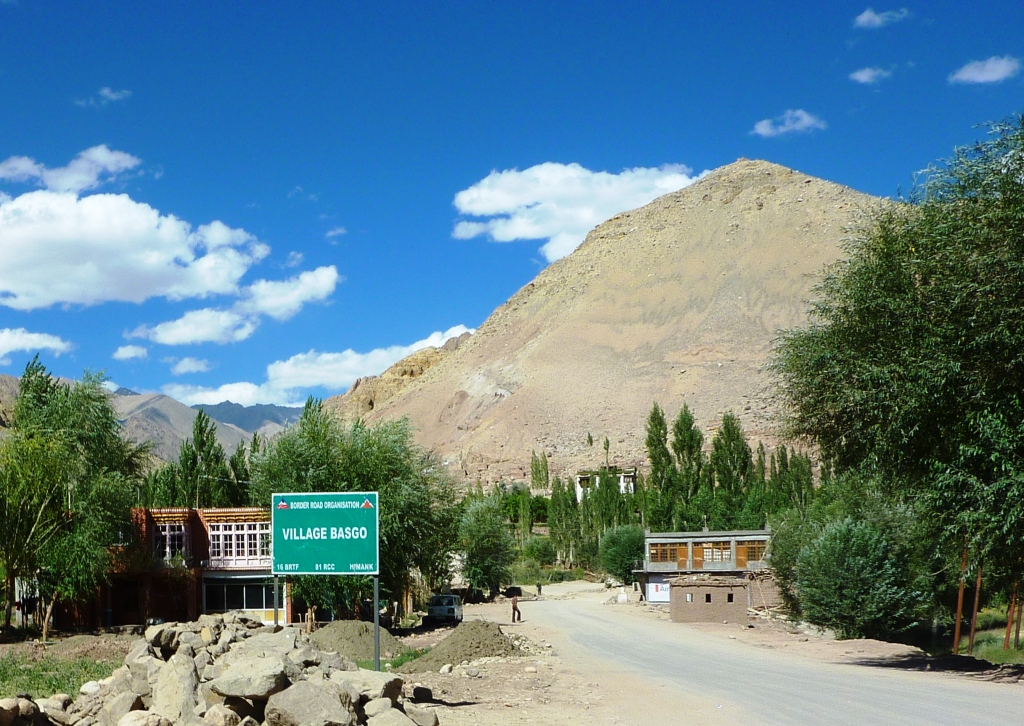
Entrée du village de Bazgo.